# Eudocia Ingerina
Eudocia Ingerina (in greco Ευδοκία Ιγγερίνα?; 840 circa – 882 circa) è stata un'imperatrice bizantina, consorte dell'imperatore Basilio I il Macedone e madre degli imperatori Leone VI e Alessandro e del patriarca Stefano I di Costantinopoli.

## Famiglia
Eudocia era figlia di Inger, probabilmente un variago, mentre la madre apparteneva probabilmente a una facoltosa famiglia greca, i Martinakoi.

## Biografia
Nata in una famiglia iconoclasta, fortemente disapprovata dall'imperatrice Teodora Armena, Eudocia Ingerina intorno all'865 divenne l'amante di suo figlio, Michele III, che incorse così nell'ira della madre e del magistros Teoctisto. Su pressione di questi, e non volendo rischiare uno scandalo lasciando la moglie Eudocia Decapolitissa, Michele III diede Eudocia Ingerina in sposa alla sua guardia del corpo Basilio, continuando però a intrattenere rapporti con lei.
Eudocia Ingerina ebbe due figli, Leone nel settembre 866 e Stefano nel novembre 867, ufficialmente figli di Basilio, ma la cui paternità fu messa in dubbio dal padre stesso. L'incoronazione di Basilio a co-imperatore avvenuta nell'866 avvalora l'ipotesi che almeno Leone fosse figlio di Michele III. Nell'870 Eudocia Ingerina diede alla luce un terzo figlio, Alessandro, la cui paternità, come quella delle tre sorelle minori Anna, Elena e Maria, non è messa in dubbio in quanto Michele III morì nel'867.
Un decennio dopo l'inizio del regno di Basilio I, Eudocia fu coinvolta sentimentalmente con un altro uomo, il quale fu costretto dall'imperatore a tonsurarsi monaco.
Nell'882 scelse Teofano come moglie di suo figlio Leone e morì nello stesso anno.